# .ca
.ca je vrhovna internetska domena (country code top-level domain - ccTLD) za Kanadu. Domenom upravlja Kanadska uprava za intenetsku registraciju.

## Vanjske poveznice
- IANA .ca whois informacija  Arhivirana inačica izvorne stranice od 23. listopada 2007. (Wayback Machine)